# Bolo (cuchillo)
El bolo (en tagalo: iták; en cebuano: súndang; en hiligueino: binangon) es una herramienta de corte grande de origen filipino, similar al machete y al kukri. Se utiliza sobre todo en las Filipinas, las selvas de Indonesia, Malasia y Brunéi, así como en los campos de caña de azúcar de Cuba.
El principal uso del bolo es despejar vegetación, ya sea en la agricultura, exploración, campismo, etc. El bolo se utiliza también en las artes marciales filipinas o Arnis como parte del entrenamiento.

## Uso habitual
El bolo es común en el campo debido a su uso como herramienta agrícola. Como tal, fue utilizado ampliamente durante el dominio colonial español como una alternativa manual al arado con carabao. Normalmente se utiliza para el corte de cocos, era también una usual herramienta para cosechar cultivos en hileras estrechas en bancales, tales como arroz, frijol mungo, la soja y el maní. Debido a su disponibilidad, el bolo se convirtió en una opción habitual de armamento improvisado para el campesino de forma cotidiana.

## Diseño

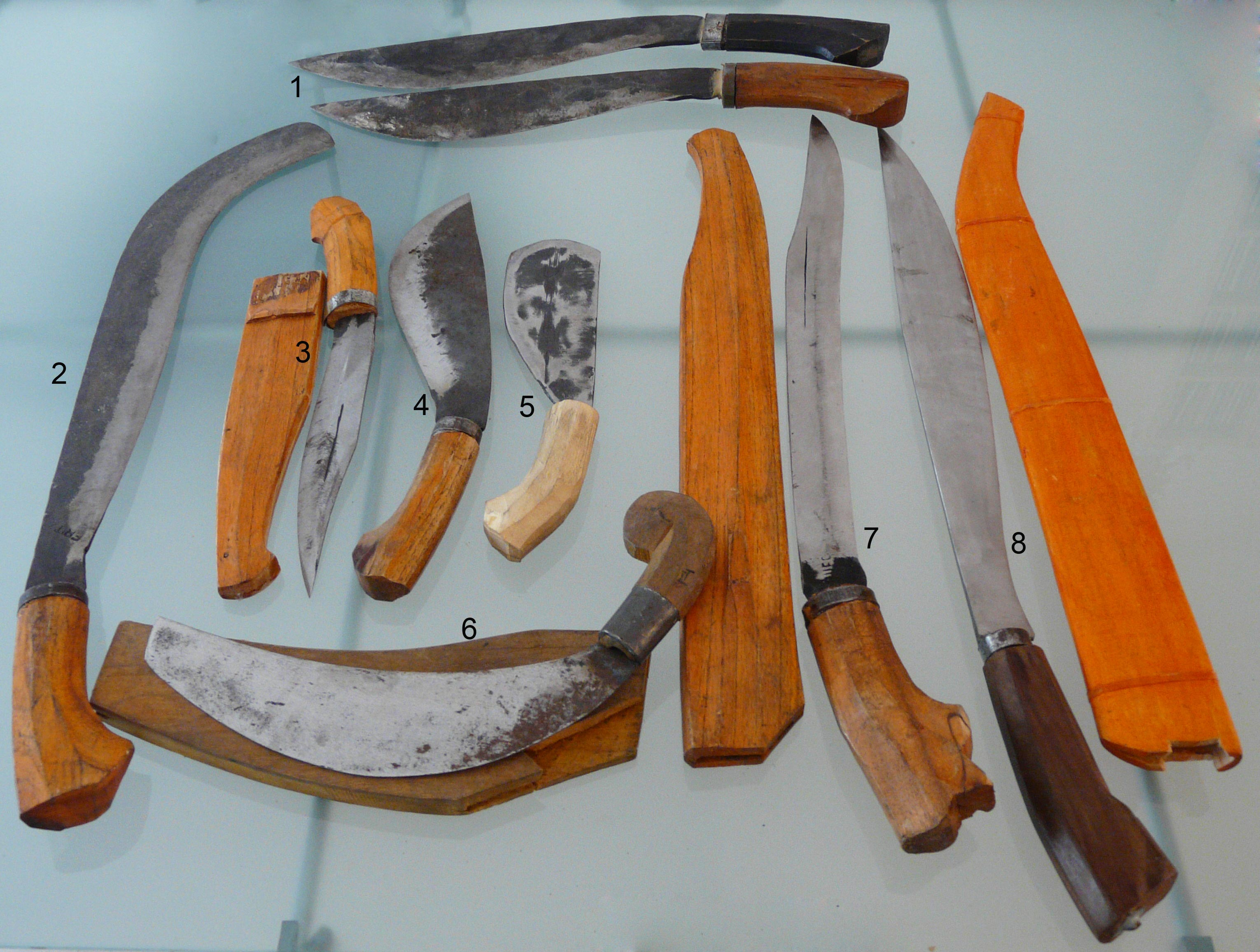
Bolos y herramientas relacionadas: (1) Un bolo multipropósito; (2) Una guadaña haras o lampas; (3) Un cuchillo punyal; (4) Una guna; (5) Un bolo pequeño; (6) Una hoz garab; (7) Una espada pinuti; (8) Una espada súndang o iták (también llamada "bolo de punta")

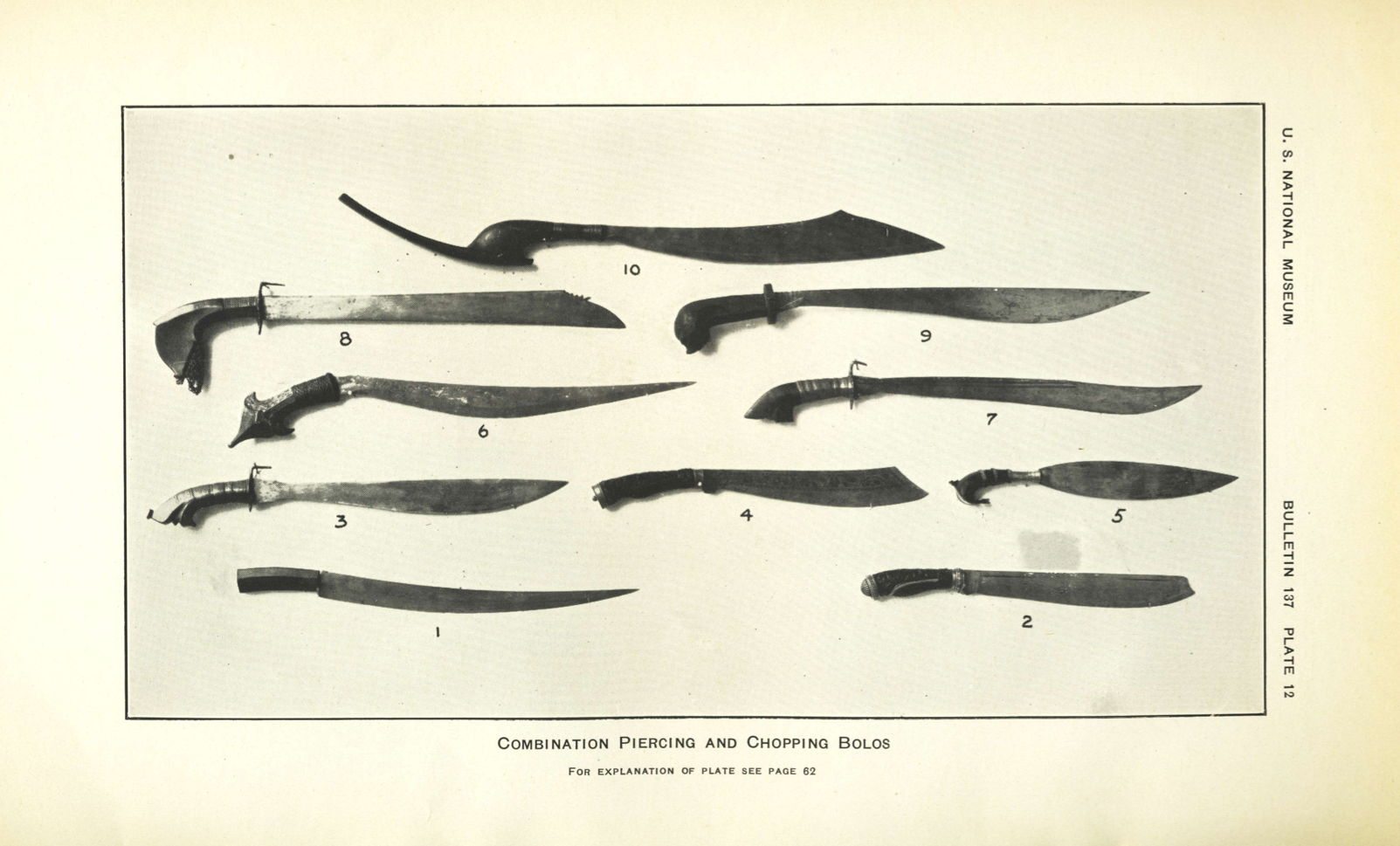
Varios tipos de armas y herramientas usualmente llamados "bolos" (c. 1926): (1) Un iták tagalo; (2) Bolo tagalo; (3) Espada bagobo; (4) Un bolo bisayense (Cebú); (5) Un barong tausūg; (6) Una espada pirah bisayense (Cebú); (7) Una espada bagobo; (8) Una espada kampilan bagobo; (9) Una espada súndang bisayense (Panay); (10) Una espada pirah yakan.

Los bolos se caracterizan por tener mangos de madera dura o cuerno de animales como el búfalo de agua, espiga completa y hoja de acero curva y que se expande hacia la punta, a veces de forma exagerada. Lo anterior mueve el centro de gravedad al extremo de la hoja dándole un gran momento muy adecuado para el corte.
Los llamados "bolos de jungla", destinados más para el combate que para la agricultura, tienden a ser más largos y menos anchos en la punta. Los bolos para jardinería tienen usualmente puntas redondeadas.

### Tipos
El término "bolo" se ha expandido para incluir otros tipos de cuchillos tradicionales con funciones agrícolas. Se incluyen:
- Barong - cuchillo o espada con forma de hoja de planta de los tausūg.
- Batangas - bolo de un solo filo de los tagalos, que se expande en la punta.
- Garab - hoz usada para cosechar arroz.
- Guna o Bolo-guna - Un bolo para desmalezar con hoja muy corta sin filo y una punta roma perpendicular. Se usa para desenterrar raíces de las plantas y desmalezar huertas.
- Kampilan o Talibong - espada delgada que se encuentra a lo largo de Filipinas
- Iták - una espada angosta usada para combate y defensa a lo largo de la zonas tagalo. Como el súndang, también se le conoce como el "bolo de jungla" o "bolo de punta", y fue un arma popular durante la revolución filipina y la guerra filipino-estadounidense.
- Haras - una guadaña usada para cortar pasto alto. Es llamada "Lampas" por la gente de Mindanao.
- Pinuti - una espada angosta usada tradicionalmente como arma personal para combate o defensa.
- Pira - una espada o cuchillo con punta ancha favorita de los yakan, pero también se encuentra en el Archipiélago de Joló, Mindanao, y en las Bisayas.
- Punyal o Gunong - una daga (puñal) derivada del kalis. Usada como arma complementaria de combate o para matar y desangrar cerdos. También conocida con el término más general kutsilyo del español cuchillo.
- Súndang - el arma personal de defensa y combate más común en las Bisayas. También es conocida como "bolo de jungla" y "bolo de punta". Fue un arma popular durante la revolución filipina contra el imperio español y durante la subsecuente guerra filipino-estadounidense.
  - Binangon - Un tipo de súndang usado en las Bisayas Occidentales  y en Región de Negros.

## Significado histórico
Algunos historiadores han afirmado que durante la batalla de Mactán, Lapulapu usó un kampilan para matar al navegante portugués Fernando de Magallanes, aunque otros historiadores ponen en tela de juicio esto. El bolo fue la principal arma empleada por el Katipunan durante la revolución filipina. También fue empleado por las guerrillas filipinas y los boleros durante la guerra filipino-estadounidense.
Durante la Primera Guerra Mundial, el soldado estadounidense Henry Johnson se hizo conocido a nivel internacional por haber repelido una incursión alemana usando un bolo en combate cuerpo a cuerpo.
Durante la Segunda Guerra Mundial, el Primer Regimiento de Infantería Filipino fue llamado Batallón Bolo y empleaba bolos para el combate cuerpo a cuerpo.
El 7 de diciembre de 1972, Carlito Dimahilig usó un bolo para atacar a la ex primera dama Imelda Marcos en una ceremonia de premiación que era transmitida en vivo por televisión. Dimahilig acuchilló en el abdomen a Marcos varias veces, ella desviando los golpes con sus brazos. Él fue muerto por los disparos de los guardaespaldas mientras ella era llevada a un hospital.

## Simbolismo
El bolo es símbolo del Katipunan y de la Revolución filipina, particularmente del Grito de Balíntawak. Algunos monumentos de Andrés Bonifacio, y de otros katipuneros famosos, lo representan sosteniendo un bolo en una mano y la bandera del Katipunan en la otra.

## Otros usos del término
En las Fuerzas Armadas de los Estados Unidos, la frase argótica to bolo (fallar una prueba, examen o evaluación) se originó en las fuerzas conjuntas filipino-estadounidenses, inclusive las guerrillas aliadas, durante la guerra hispano-estadounidense y la guerra filipino-estadounidense; los soldados y guerrilleros filipinos que demostraban tener una mala puntería en el tiro de precisión eran equipados con bolos en lugar de fusiles, para no malgastar las escasas municiones.
En los deportes de combate, especialmente el boxeo, el término golpe bolo es empleado para describir un uppercut lanzado de tal forma que imita el movimiento arqueado de un bolo mientras se usa.

## Galería

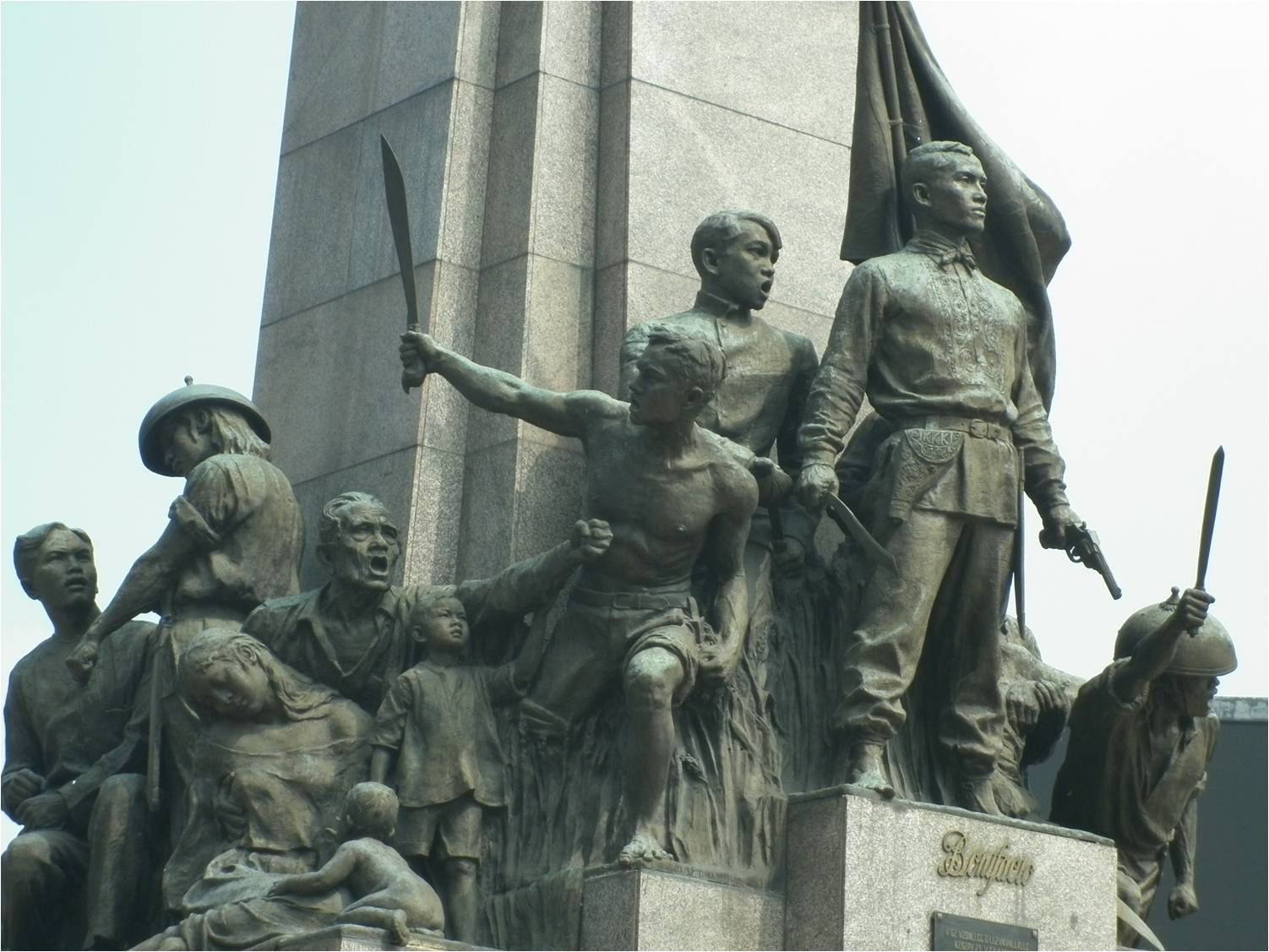
El Monumento Bonifacio en Caloocan City representando al Katipunan y la Revolución filipina.
Bolo obsequiado al Capitán Lewis A. Kimberly, Comandante del USS Beneica por el gobernador de Cebú.
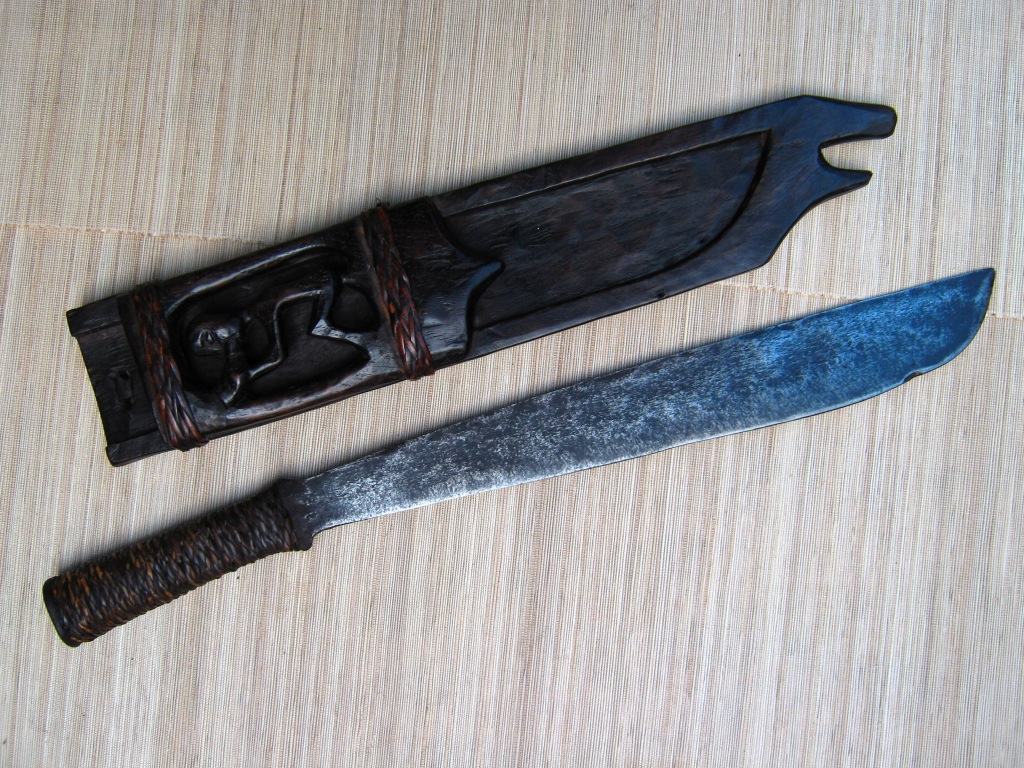
Un pinahig, bolo utilitario del pueblo igorote.
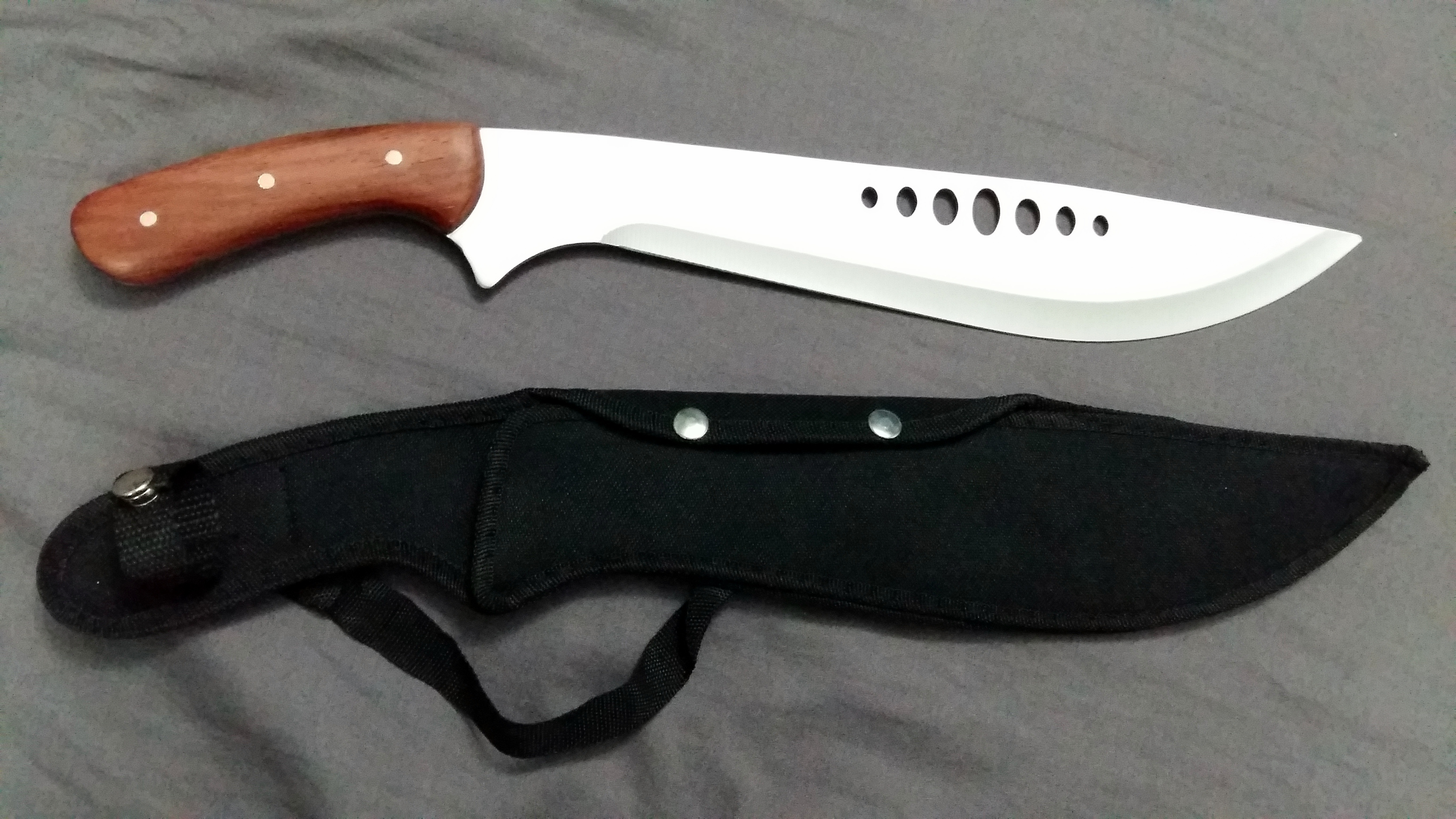
Un bolo moderno.
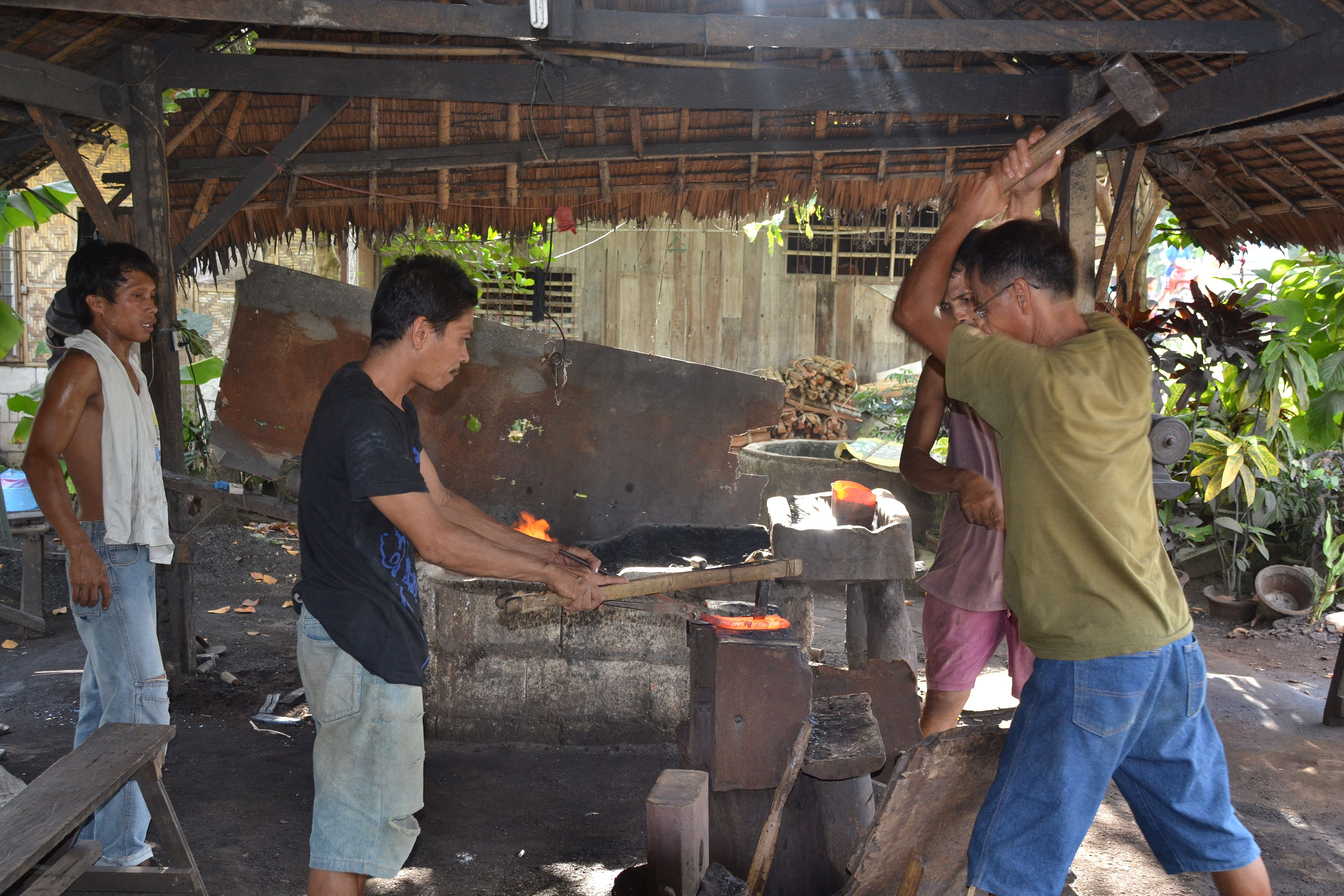
Herreros tradicionales forjando un bolo.
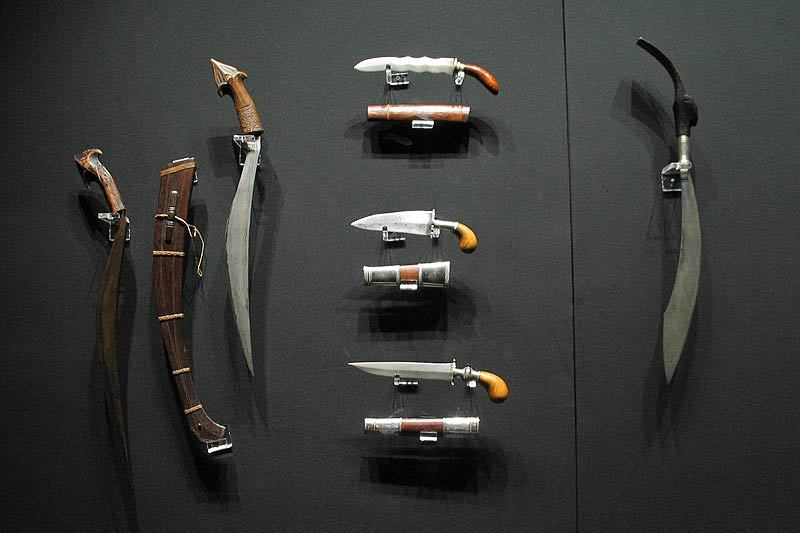
Bolos de guerra de Basilan, incluyendo el gunong (al centro) y la pirah (a la derecha).